# Danh sách tập của Nhanh như chớp
Sau đây là danh sách các tập phát sóng của chương trình Nhanh như chớp (viết tắt: NNC, tiếng Anh: Lightning Quiz Vietnam) do Đài Truyền hình Thành phố Hồ Chí Minh và Công ty Đông Tây Promotion phối hợp sản xuất, có bản quyền từ chương trình Pritsana Fah Laep (tiếng Thái: ปริศนาฟ้าแลบ, tiếng Anh: Lightning Quiz) của Thái Lan, được phát sóng từ ngày 7 tháng 4 năm 2018 trên HTV7, VTVCab 1 - Vie Giải Trí và HanoiTV1.

## Tổng quan
| Mùa | Mùa | Số tập | Số tập | Phát sóng gốc        | Phát sóng gốc        |
| Mùa | Mùa | Số tập | Số tập | Phát sóng lần đầu    | Phát sóng lần cuối   |
| --- | --- | ------ | ------ | -------------------- | -------------------- |
|     | 1   | 42     | 42     | 7 tháng 4 năm 2018   | 26 tháng 1 năm 2019  |
|     | 2   | 31     | 31     | 23 tháng 3 năm 2019  | 26 tháng 10 năm 2019 |
|     | 3   | 51     | 51     | 26 tháng 9 năm 2020  | 11 tháng 9 năm 2021  |
|     | 4   | 44     | 44     | 6 tháng 8 năm 2022   | 10 tháng 6 năm 2023  |
|     | 5   | 33     | 33     | 23 tháng 12 năm 2023 | 10 tháng 8 năm 2024  |
|     | 6   | TBA    | TBA    | 14 tháng 12 năm 2024 | TBA                  |